# Lijst van beschermd erfgoed in de gemeente Consdorf
In deze lijst van beschermd erfgoed in de gemeente Consdorf zijn alle geclassificeerde nationale monumenten van de Luxemburgse gemeente Consdorf opgenomen.

## Monumenten per plaats

### Colbette
| Object   | Bouwjaar/architect | Locatie           | Datum beschermd?      | Coördinaten | Afbeelding |
| -------- | ------------------ | ----------------- | --------------------- | ----------- | ---------- |
| Gebouwen |                    | rue d'Altrier 35  | 5 december 2008 (MN)  |             |            |
| Gebouwen |                    | rue d'Altrier 36  | 28 november 2008 (MN) |             |            |
| Gebouwen |                    | rue de Colbette 4 | 28 november 2008 (MN) |             |            |

### Consdorf
| Object                                         | Bouwjaar/architect | Locatie           | Datum beschermd?     | Coördinaten                   | Afbeelding |
| ---------------------------------------------- | ------------------ | ----------------- | -------------------- | ----------------------------- | ---------- |
| Historische kerktoren van de kerk van Consdorf |                    | rue du Mullerthal | 6 december 1982 (MN) | 49° 46' 46" NB, 6° 20' 12" OL |            |

## Bron
- Liste des immeubles et objets classés monuments nationaux ou inscrits à l'inventaire supplémentaire